# Dyjákovice
Dyjákovice (Duits: Groß Tajax) is een Moravische městys in de Tsjechische regio Zuid-Moravië, en maakt deel uit van het district Znojmo. Dyjákovice telt 928 inwoners (2023).

## Geschiedenis
- 1278 – De eerste schriftelijke vermelding van Dyjákovice.
- 1882 – De gemeente Dyjákovice krijgt de status městys.
- 2024 – De gemeente Dyjákovice krijgt opnieuw de status městys.[1]